# Gainomax
Gainomax är ett svenskt produktnamn som ägs av Midsona och som används för energidrycker, sportdrycker och andra kostprodukter som marknadsförs i träningssammanhang. Gainomax var ursprungligen ett varumärke från Norrmejerier men såldes till Midsona år 2020.
På programmet finns produkterna Gainomax Recovery som är en energi/sportdryck och Gainomax Energy Bar som är en yoghurttäckt müslibit. Gainomax Recovery finns i sex olika smaker; vanilj, jordgubb, choklad, hallon, blåbär och banan. Gainomax Energy Bar finns i smakerna choklad, hallon och vanilj. Gainomax finns mest på den svenska, finska och brittiska marknaden men även på den norska och danska.
I sina reklamkampanjer brukar Gainomax-produkterna ofta jämföras med bananer, i en kampanj med budskapet bananas are for monkeys. I marknadsföringen framhålls ofta produkternas proteininnehåll, men det höga sockerinnehållet har fått kritik från personer i träningsbranschen.